# Charlotte Martin
Charlotte Ann Martin (29 maart 1976) is een Amerikaans singer-songwriter en pianiste. Ze groeide op in Charleston, Illinois. Martin studeerde voor operazangeres op Eastern Illinois University. In 1998 verscheen haar debuutalbum Mystery, Magic & Seeds.

## Discografie
Studioalbums
- Mystery, Magic & Seeds, 1998
- Solo, 2000
- On Your Shore, 2004
- Stromata, 2006
- Reproductions, 2007
- Piano Trees, 2009
- Dancing on Needles, 2011
- Hiding Places, 2012
- Water Breaks Stone, 2014
- Rapture, 2017
- Clear Blue Sky, 2018
- Monotonous Night, 2019
- Dawn, 2019

## Trivia
- Martins nummer "Beautiful Life" verscheen in het computerspel De Sims 2: Studentenleven.
- Haar nummer "Keep Me In Your Pocket" verscheen in het Computerspel De Sims 2: Op Reis. Zij heeft beide nummers vertaald in de fictieve taal Simlish.
- Charlotte Martin zong mee op het in 2007 verschenen Tiësto-album Elements of Life, in het nummer "Sweet Things".